# Mohd Safee Mohd Sali
Mohd Safee Mohd Sali, né le 15 juillet 1981 à Kajang en Malaisie, est un footballeur international malaisien. Il évolue au poste d'attaquant.

## Biographie

### Carrière en équipe nationale
Safee Sali est convoqué pour la première fois par le sélectionneur national Norizan Bakar (en) pour un match amical face à la Nouvelle-Zélande le 16 février 2006. Le 23 février 2006, il marque son premier but en équipe de Malaisie lors du match amical face à la Nouvelle-Zélande.
Il participe à la Coupe d'Asie 2007 avec la Malaisie.

## Palmarès

### En club
- Selangor FA :
  - Champion de Malaisie en 2009 et 2010.
  - Vainqueur de la Coupe de Malaisie en 2009.
  - Vainqueur de la Supercoupe de Malaisie en 2009 et 2010.

### En sélection nationale
- Vainqueur du Championnat d'Asie du Sud-Est en 2010.

### Récompenses
- Meilleur buteur du Championnat d'Asie du Sud-Est en 2010 (5 buts).

## Statistiques

### Buts en sélection
Le tableau suivant liste les résultats de tous les buts inscrits par Safee Sali avec l'équipe de Malaisie.